# 马姜
马姜（34年—106年8月20日）是东汉伏波将军、新息忠成侯马援之女，东汉明德皇后之姐；东汉开国二十八功臣之一胶东刚侯贾复儿媳，其夫即贾复第五子贾武仲。

## 贾武仲妻马姜墓记
马姜的名字不见于史籍，根据《后汉书》记载，仅知马援在49年逝世后，留有三个年幼的女儿，最小的女儿就是汉明帝皇后。1929年马姜的墓志《贾武仲妻马姜墓记》出土洛阳邙山王窑村，是目前所知中国年代最早的墓志。该墓志最初由罗振玉收藏，现收藏于辽宁博物馆，但已风化，惟有拓片传世。
据墓志记载，其夫是同为光武中興功臣的胶东侯贾复第五子贾武仲，贾武仲死于永平七年七月廿一日（64年8月22日），虚岁二十九，时年马姜虚岁二十四岁。之后便寡居，独自抚养两人所生的四个女儿成人。后来马姜的长女与次女为汉明帝的贵人，罗振玉认为汉章帝的生母贾贵人即其中之一，杨树达则认为贾贵人是贾武仲前妻的女儿。马姜第三女嫁给鬲侯朱某，高文认为这个鬲侯是朱祐之孙朱演，马姜最小的女儿嫁给阳泉侯刘某。
延平元年（106年）七月四日（8月20日）马姜逝世，是时虚岁七十三岁。九月十日（10月24日）葬于贾氏家族墓地，并刻石纪念。